# بيارن آس
بيارن آس (بالنرويجية البوكمول: Bjarne Aas)‏ هو مهندس نرويجي، ولد في 28 فبراير 1886 في كريستيانية في النرويج، وتوفي في 29 مارس 1969 في فريدريكستاد في النرويج.